# 99 nya saker med Erik & Mackan
99 nya saker med Erik & Mackan är ett svenskt tv-program med Erik Ekstrand och Mackan Edlund som har premiär på TV6 den 27 september 2011. TV-serien är en uppföljare till den tidigare serien 99 saker man måste göra innan man dör med samma huvudpersoner från våren 2011.

## Handling
Under tio avsnitt beger sig Erik & Mackan ut i världen för att testa 99 olika saker som de anser att man måste ha gjort innan man dör.